# Liste der Monuments historiques in Brétigny-sur-Orge
Die Liste der Monuments historiques in Brétigny-sur-Orge führt die Monuments historiques in der französischen Gemeinde Brétigny-sur-Orge auf.

## Liste der Bauwerke
| Bezeichnung      | Beschreibung | Standort | Kennzeichnung | Schutzstatus | Datum | Bild |
| ---------------- | ------------ | -------- | ------------- | ------------ | ----- | ---- |
| Kirche St-Pierre |              | (Lage)   | PA00087832    | Inscrit      | 1977  |      |

## Liste der Objekte
- Monuments historiques (Objekte) in Brétigny-sur-Orge der Base Palissy des französischen Kultusministeriums